# Chirostoma jordani
Chirostoma jordani är en fiskart som beskrevs av Woolman, 1894. Chirostoma jordani ingår i släktet Chirostoma och familjen Atherinopsidae. Inga underarter finns listade i Catalogue of Life.